# Кровь и сокровище (телесериал)
«Кровь и сокровища» (англ. Blood & Treasure) - американский телесериал в жанре боевика и приключений, транслирующийся на канале CBS с 21 мая 2019 по вторникам.
26 июня 2019 года канал CBS продлил телесериал на второй сезон. Премьера второго сезона состоялась на Paramount + 17 июля 2022 года.

## Сюжет
В центре приключенческого боевика — блестящий знаток древностей и опытный вор, специализирующийся на кражах произведений искусства. Вдвоём им предстоит отправиться в кругосветное путешествие по следу опаснейшего террориста, который развернул свою преступную деятельность благодаря украденным сокровищам. Преследуя убийцу, «напарники» неожиданно для самих себя оказываются в центре древней битвы за человеческую цивилизацию.

## В ролях
- Мэтт Барр — Дэнни Макнамара, бывший агент ФБР, который теперь работает адвокатом, специализирующимся на репатриации украденного искусства.
- София Пернас — Лекси Вазири, воровка и мошенница сотрудничала с Дэнни, несмотря на их мучительное прошлое. Ее мать была тайно членом Братства Сераписа и потомком Клеопатры.
- Джеймс Кэллис — Саймон Хардвик (не Карим Фарук) - международный контрабандист, который был спасен Дэнни после похищения Фарука и теперь стремится раскрыть секреты Братства.
- Катя Винтер — Гвен Карлосон, агент Интерпола, назначенный по делу Фарука.
- Одед Фер — Карим Фарук
- Алисия Коппола — Доктор Ана Кастильо
- Джон Ларрокетт — Джейкоб Риз

## Обзор сезонов
| Сезон | Сезон | Эпизоды | Дата показа  | Дата показа    | Рейтинг Нильсона | Рейтинг Нильсона       |
| Сезон | Сезон | Эпизоды | Премьера     | Финал          | Ранк             | Зрители США (миллионы) |
| ----- | ----- | ------- | ------------ | -------------- | ---------------- | ---------------------- |
|       | 1     | 13      | 21 мая 2019  | 6 августа 2019 | TBA              | TBA                    |
|       | 2     | 13      | 17 июля 2022 | 2 октября 2022 | TBA              | TBA                    |

## Список эпизодов

### Сезон 1 (2019)
| № общий | № в сезоне | Название                                                           | Режиссёр         | Автор сценария                  | Дата премьеры  | Произв. код | Зрители в США (млн) |
| --- | ---------- | ------------------------------------------------------------------ | ---------------- | ------------------------------- | -------------- | ----------- | ------------------- |
| 1 | 1          | «The Curse of Cleopatra – Part I» «Проклятие Клеопатры. Часть I»   | Майкл Диннер     | Стивен Скайя & Мэттью Федерман  | 21 мая 2019    | 101         | 5.62                |
| Обнаружение давно утерянной гробницы Антония и Клеопатры запускает гонку мирового масштаба между талантливым экспертом, специализирующемся на древностях, умной и хитрой воровкой, а также группой безжалостных террористов, которые живут за счет громких краж произведений искусства.                                                       |            |                                                                    |                  |                                 |                |             |                     |
| 2 | 2          | «The Curse of Cleopatra – Part II» «Проклятие Клеопатры. Часть II» | Олрик Райли      | Стивен Скайя & Мэттью Федерман  | 21 мая 2019    | 102         | 5.62                |
| 3 | 3          | «Code of the Hawaladar» «Кодекс Хаваладара»                        | Олрик Райли      | Тейлор Элмор                    | 28 мая 2019    | 103         | 4.23                |
| 4 | 4          | «The Secret of Macho Grande» «Секрет мачо Гранде»                  | Тауния Маккирнан | Лара Олсен                      | 4 июня 2019    | 104         | 4.30                |
| 5 | 5          | «The Brotherhood of Serapis» «Братство Сераписа»                   | Тауния Маккирнан | Хавьер Грильо-Марксуа           | 11 июня 2019   | 105         | 3.75                |
| 6 | 6          | «The Ghost Train of Sierra Perdida» «Поезд-призрак Сьерра-Пердида» | Крэйг Сибельс    | Гайа Виоло                      | 18 июня 2019   | 106         | 3.76                |
| Дэнни и Лекси следуют за подсказкой к горам Испании в поисках вагона, который, возможно, хранит в себе потерянный саркофаг Клеопатры. Также Лекси пересекается с почитателем древностей Саймоном Хардвиком, который предлагает ей новую информацию о Братстве Сераписа.                                                                       |            |                                                                    |                  |                                 |                |             |                     |
| 7 | 7          | «Escape from Casablanca» «Побег из Касабланки»                     | Крэйг Сибельс    | Дана Фарахани & Сиаваш Фарахани | 25 июня 2019   | 107         | 3.20                |
| Дэнни и Лекси вынуждены импровизировать, чтобы остаться в живых и выйти из тюрьмы. Они застревают в Касабланке, где за ними по пятам следуют как правоохранительные органы, так и их враги. Тем временем Хардвик проводит собственное расследование по поводу Братства Сераписа, и это ставит его в крайне опасную ситуацию.                  |            |                                                                    |                  |                                 |                |             |                     |
| 8 | 8          | «The Lunchbox of Destiny» «Ланчбокс Судьбы»                        | Холли Дэйл       | Брайан Шукоф & Кевин Чесли      | 2 июля 2019    | 108         | 3.42                |
| ФБР предлагает Дэнни и Лекси информацию, которая поможет им в поисках Клеопатры. Однако сделают они это только в том случае, если Дэнни сможет заставить своего отца Патрика, который сейчас находится в тюрьме, отказаться от картин, украденных более 20 лет назад. Тем временем Фарук делает большой шаг вперед в своем генеральном плане. |            |                                                                    |                  |                                 |                |             |                     |
| 9 | 9          | «The Shadow of Projekt Athena» «Тень Проекта Афина»                | Неизвестно       | Неизвестно                      | 9 июля 2019    | 109         | 2.69                |
| Дэнни и Лекси разыскивают знаменитого нацистского охотника. Расследование ведет их в Монреаль, где они подозревают, что последний из нацистов, бежавших с Клеопатрой, все еще может быть жив и скрывается. Тем временем напряженность в отношениях между Гвен и Фаби достигает своего апогея.                                                 |            |                                                                    |                  |                                 |                |             |                     |
| 10 | 10         | «The Wages of Vengeance» «Заработная плата мести»                  | Неизвестно       | Неизвестно                      | 16 июля 2019   | 110         | 2.45                |
| После того, как в ходе спецоперации практически удается поймать Фарука, Дэнни и Лекси вербуют Хардвика, чтобы подключиться к его контактам в подземном мире, в надежде загнать Фарука в угол, прежде чем он снова исчезнет. Тем временем Гвен, сытая по горло тактикой Дэнни и Лекси, арестовывает отца Чака за оказания им помощи.           |            |                                                                    |                  |                                 |                |             |                     |
| 11 | 11         | «Return of the Queen» «Возвращение Королевы»                       | Неизвестно       | Неизвестно                      | 23 июля 2019   | 111         | 2.90                |
| След саркофага Клеопатры в конечном итоге приводит глвных героев к Бермудскому треугольнику, где доверенное лицо Шоу предлагает помощь в обнаружении самолета контрабандистов, исчезнувшего здесь много лет назад. Между тем Гвен привлекает к себе нежелательное внимание во время своего расследования подозрительного денежного перевода.  |            |                                                                    |                  |                                 |                |             |                     |
| 12 | 12         | «Legacy of the Father» «Наследие отца»                             | Неизвестно       | Неизвестно                      | 30 июля 2019   | 112         | 2.72                |
| Хардвик помогает Дэнни и Лекси в их поисках способа перехитрить Братство. Тем временем Дэнни попутно узнает шокирующие откровения его прошлого, которые разрушают все его представления о самом себе. |            |                                                                    |                  |                                 |                |             |                     |
| 13 | 13         | «The Revenge of Farouk» «Месть Фарука»                             | Неизвестно       | Неизвестно                      | 6 августа 2019 | 113         | 2.72                |
| Все секреты раскрыты. Судьбы бесповоротно запечатаны. И жизни Дэнни и Лекси больше никогда не станут прежними после того, как гениальный план Фарука будет приведет в действие. |            |                                                                    |                  |                                 |                |             |                     |

### Сезон 2 (2022)
| № общий | № в сезоне | Название                                             | Режиссёр   | Автор сценария | Дата премьеры |
| ------- | ---------- | ---------------------------------------------------- | ---------- | -------------- | ------------- |
| 14      | 1          | «Душа Чингисхана» «The Soul of Genghis Khan»         | Неизвестно | Неизвестно     | 17 июля 2022  |
| 15      | 2          | «Сказки о золотом тигре» «Tales of the Golden Tiger» | Неизвестно | Неизвестно     | 17 июля 2022  |

## Производство
17 мая 2022 года стало известно что телесериал с канала CBS переходит на платформу Paramount+, премьера второго сезона сериала состоится 17 июля 2022 года.
17 февраля 2023 года стало известно о закрытии телесериала.